# Webs
Webs（過去名:Freewebs、XWebs SiteBuilder）とは静的ページのみ対象のフリーミアムウェブホストサービスで2001年に立ちあげられた。無料もしくは有料のウェブホスティング計画と自身のテンプレート化されたウェブサイト構築サービスを提供する。一方でWebsはFTPアクセスの提供したりHTMLアップロードを許可しているのにもかかわらず自身の動的な「アプリケーション」から動的コンテンツサポートを提供しない。

## 歴史
インターネット・バブル後の2001年にメリーランド大学カレッジパーク校在籍だったハルーン(Haroon)とゼキ(Zeki)のモクターザダ(Mokhtarzada)兄弟によるベンチャーであるFreewebsとしてスタートした。目標は誰でもインターネットにアクセスでき、かつユーザーによるフリースピーチの権利を守ることだった。2007年4月には月1800万のアクセス数を記録した。
2008年11月14日、FreewebsをWebsに改称したがユーザーのURLはユーザー自身が変更を選択しない限りfreewebs.comのまま残ることになった。現在、新たなウェブサイトにはwebs.comのサブドメインが割り当てられるが、旧称のfreewebs.com/サイト名は新たなウェブサイトと共に未だに稼働している。
2011年12月29日、オンライン印刷サービスのビスタプリントがWebsを1億1750万ドルで買収した。

## 使用法
Websは自身の動的「アプリケーション」の抜粋はもちろんテンプレート化されたサイト構築ツールを提供している。またCGIやPHPスクリプトといった動的コンテンツの任意のソートが不足した静的なHTMLのみのホスティング向けに不可逆的な「復帰」のオプションもある。有料ユーザー向けにはFTPアクセスを提供している。

## 価格設定
無料ホスティングで作成されたウェブサイトには機能が限られている上にバナーが貼られている。このため広告無しの有料プランが提供されたり顧客が任意のドメイン名を購入することが出来るようになっている。